# کوکسنگیرسور
کوکسنگیرسور (قزاقی: Көксеңгірсор) یک دریاچه در استان قزاقستان شمالی کشور قزاقستان است.